# Volk Gebhardt
Volk Gebhardt, tudi Wolff Gebhardt in Volbenk Gebhart, ljubljanski župan v 16. stoletju.
Gebhardt je bil krčmar in trgovec. Med letoma 1544 in 1548 je bil župan Ljubljane, nasledil pa ga je Janez Dorn.